# Alajuelita
Alajuelita est un district du Costa Rica, chef-lieu du canton d’Alajuelita dans la province de San José. Elle est l’une des principales villes de la Grande Aire métropolitaine (es), la principale métropole du pays.

## Monuments
On y trouve le sanctuaire Saint-Christ-d’Esquipulas, une église de culte catholique considérée comme sanctuaire national par la Conférence épiscopale du Costa Rica,, en continuité du pape Pie X qui l’avait qualifié de « sanctuaire national » en 1907.